# Surveyor 7

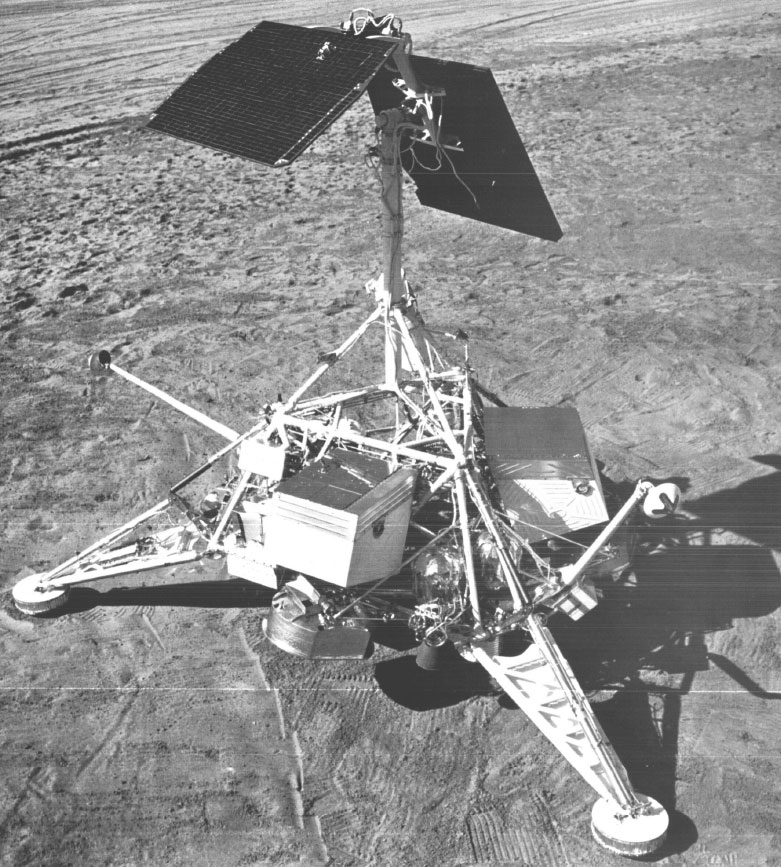
Surveyor

De Surveyor 7 was de vijfde succesvolle lander in het Amerikaanse Surveyor-programma. De lancering vond plaats op 7 januari 1968 door een Atlas-Centaur raket en de landing op de maan op 10 januari 1968. Het ruimtevaartuig woog  280 kg.
Surveyor 7 landde net ten noorden van de stralenkrater Tycho op het zuidelijk halfrond van de naar de Aarde toegekeerde kant van de Maan.
Tijdens deze missie zijn er 21.091 foto's naar de aarde teruggezonden. 
Surveyor 7 was het laatste ruimtevaartuig uit het Surveyor-programma dat een gecontroleerde landing op de maan uitvoerde.

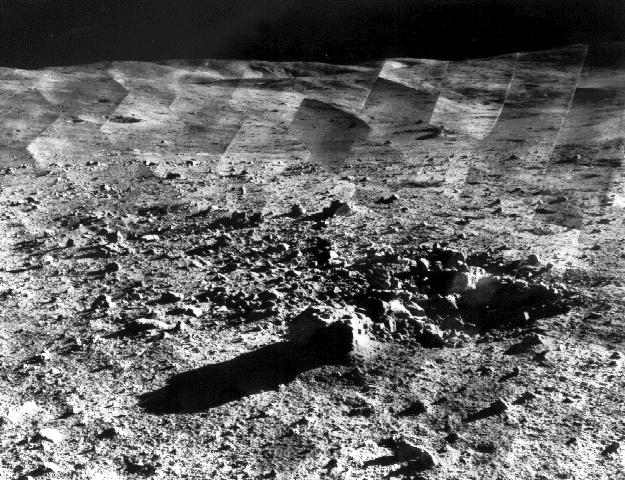
Landingsplaats Surveyor 7

Surveyor 1 · Surveyor 2 · Surveyor 3 · Surveyor 4 · Surveyor 5 · Surveyor 6 · Surveyor 7